# Andrew Wiggins

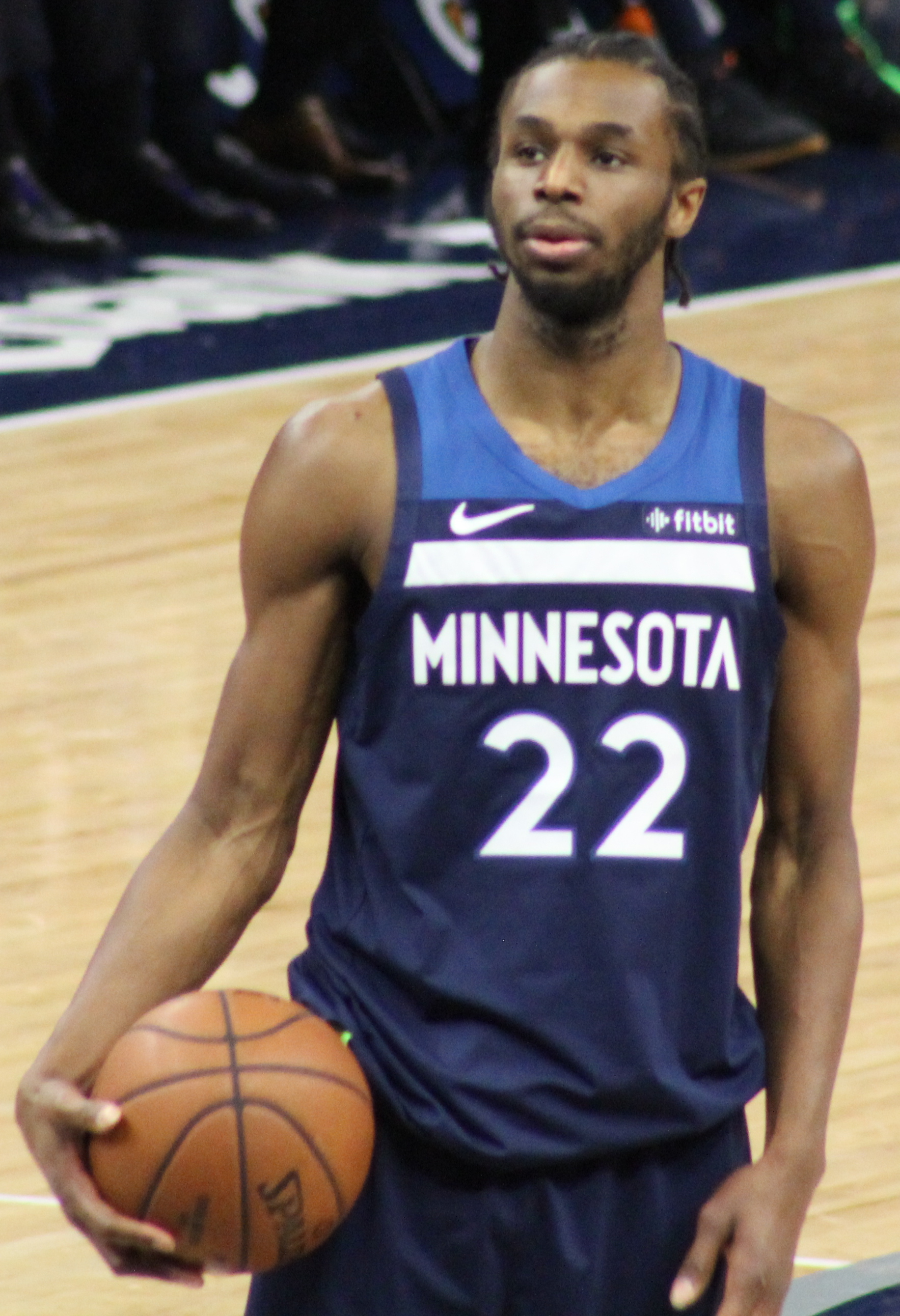
Andrew Wiggins, 2019.

Andrew Christian Wiggins, född 23 februari 1995 i Toronto i Ontario, är en kanadensisk professionell basketspelare. Han spelar som small forward eller shooting guard i Miami Heat i NBA. Han har tidigare spelat för Golden State Warriors. 2015 utsågs han till Rookie of the Year, efter att han året tidigare blivit vald med första valet i NBA-draften av Minnesota Timberwolves

## Klubbar
- Minnesota Timberwolves (2014–2020)
- Golden State Warriors (2020-)